# Amietina larrochei
Amietina larrochei là một loài bọ cánh cứng trong họ Bọ hung (Scarabaeidae).